# Urząd Preetz-Land
Urząd Preetz-Land (niem. Amt Preetz-Land) – urząd w Niemczech w kraju związkowym Szlezwik-Holsztyn, w powiecie Plön. Siedziba urzędu znajduje się w miejscowości Schellhorn.
W skład urzędu wchodzi 17 gmin:
| 1. Barmissen 2. Boksee 3. Bothkamp 4. Großbarkau 5. Honigsee 6. Kirchbarkau 7. Klein Barkau 8. Kühren 9. Lehmkuhlen | 1. Löptin 2. Nettelsee 3. Pohnsdorf 4. Postfeld 5. Rastorf 6. Schellhorn 7. Wahlstorf 8. Warnau |